# Staliiska Mahala, Montana
Staliiska Mahala (în bulgară Сталийска Махала) este un sat în comuna Lom, regiunea Montana,  Bulgaria. 
Până în 1955 a mai existat, lângă sat, o localitate cu populație românească numită Vlașca care a fost unită în acel an cu Staliiska Mahala.

## Demografie
Componența etnică a satului Staliiska Mahala
     Bulgari (78,49%)
     Romi (19,47%)
     Nicio identificare (2,03%)
     Altele (0,37%)
La recensământul din 2011, populația satului Staliiska Mahala era de 1.325 locuitori. Din punct de vedere etnic, majoritatea locuitorilor (78,49%) erau bulgari, cu o minoritate de romi (19,47%). Pentru 2,03% din locuitori nu este cunoscută apartenența etnică.